# 巴博勒
巴博勒（波斯語：‎，羅馬化：Bābol）是位於伊朗北部馬贊德蘭省的城市，是巴博勒县的首府。主要經濟包括有商業和貿易。2011年人口為91733，2016年人口为250217人。

## 历史

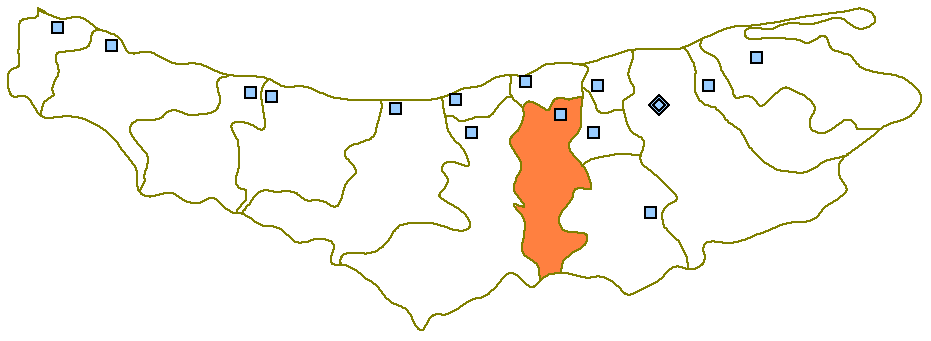
巴博勒县和巴博勒在马赞德兰省的位置

该城建于16世纪，原名巴尔福鲁什德（Barforushdeh）或巴尔福鲁什（Barforush），来自波斯语（Bar-e forush），即“用来销售的货物”（bar “货物”，forush “销售”）。1931年，礼萨汗下令对该城进行城市规划，并将其更名为巴博勒，得名自巴博勒河。
在巴布起义中，1848年至1849年所发生的塔巴尔西之战发生在该市附近。

## 外部連結
- some views of Noshirvani Park （页面存档备份，存于）